# Ricardo Pereira (fotbalista, 1976)
Ricardo Alexandre Martins Soares Pereira, známý jako Ricardo (*11. únor 1976, Montijo), je portugalský fotbalový brankář, který chytá za portugalský klub SC Olhanense.

## Klubová kariéra
Brankářskou kariéru zahájil ve svém domácím klubu CD Montijo, později podepsal smlouvu s týmem Boavista FC. S tímto mužstvem se dostal do semifinále Poháru UEFA v roce 2003.

## Úspěchy

### Klubové
- Boavista
  - 1× vítěz portugalské ligy (2000/01)
  - 1× vítěz portugalského poháru (1996/97)
  - 1× vítěz portugalského superpoháru (1997)

- Sporting Lisabon
  - 1× vítěz portugalského poháru (2006/07)

### Reprezentační
- 1× stříbro z ME (2004)